# Pyropterus
Pyropterus är ett släkte av skalbaggar som beskrevs av Étienne Mulsant 1838. Pyropterus ingår i familjen rödvingebaggar.
Släktet innehåller bara arten Pyropterus nigroruber.